# شون ماكلاين
شون ماكلاين (بالإنجليزية: Sean McClain)‏ هو مبارز بالسيف أمريكي، ولد في 13 سبتمبر 1975.